# Web@cademie
Web@cademie, è una scuola di Informatica nelle tecnologie dell'informazione e della comunicazione di Francia. Offre corsi di livello web developer.
La scuola è sostenuta dal governo francese ed è stata insignita del titolo di Grande Ecole du Numérique.